# Frösåkers härad
Frösåkers härad var ett härad i nordöstra Uppland. Häradet omfattade delar av nuvarande Östhammars kommun beläget i nuvarande Uppsala län, samt en socken - Edebo - i nuvarande Norrtälje kommun i Stockholms län. Häradets totala arealen mätte knappt 1 020 km² och befolkningen uppgick år 1880 till 13 879 invånare. Tingsställe var i slutet av 1600-talet vid Börstils kyrka och från mitten av 1800-talet Östhammar.

## Geografi
Frösåkers härad var beläget invid Ålands hav och den nordliga viken Öregrundsgrepen. Området består dels av inre skogs- och kärrtrakter, dels av kustbygder och öar, med omväxlande kuperad, jämn eller klippig natur. Örskär norr om Gräsö utgör den nordligaste ön i Roslagens skärgård. Häradet genomflyts av bland andra Forsmarksån och Olandsån och gränsade mot Väddö och Häverö skeppslag i sydost, Närdinghundra härad samt Olands härad i sydväst och väster.
Häradet omslöt helt städerna Östhammar och Öregrund. Den största tätorten i övrigt är numera Hargshamn belägen 66 km nordost om Uppsala.

### Socknar
Frösåkers härad omfattade sju socknar. 
I nuvarande Östhammars kommun i Uppsala län:
- Forsmark
- Gräsö
- Valö
- Hökhuvud
- Börstil (en mindre del av socknen tillhörde dock Väddö och Häverö skeppslag)
- Harg

I nuvarande Norrtälje kommun i Stockholms län:
- Edebo

Östhammars stad och Öregrunds stad hade egen jurisdiktion med magistrat och rådhusrätt till 1920 då de uppgick i häradets jurisdiktion.

## Historia
Frösåkers härad var ursprungligen ett skeppslag i det medeltida uppländska folklandet Roden (jämför Roslagen), vilket bland annat medförde rustningsplikt för fyra fartyg till kungens ledung. Häradet refereras ibland till som ett skeppslag, i likhet med övriga områden inom Roden. Namnet kommer av den nordiska fruktbarhetsguden Frö och efterledet -åker som avser en helig plats ägnad åt gudarna där det kanske också offrades. Frösåker var således Frös heliga offerplats. Häradets tingsplats var belägen i bygdens centralort Östhammar. Området betecknades tidigt som Tiundalands rod vilket pekar på att det någon gång under tidig medeltid (förmodligen under första halvan av 1300-talet) avknoppats från Tiundalands inlandshärader, i detta fall Oland och Närdinghundra. Det är oklart om hela området då betecknades som en helhet, och åtminstone Börstil har stundtals betecknats som ett eget skeppslag.
Under det tidiga 1400-talet förefaller hela häradet ha varit en del av slottslänet under Östhammarshus, som uppförts under 1390-talet. Slottet förstördes under Engelbrektsfejden. Själva staden Östhammar grundades under 1300-talet, men här låg redan tidigare en marknadsplats. Under 1400-talet grundades hamnen upp och den nya staden Öregrund anlades på näset utanför. Då denna stad ödelades av danskarna under krigen på 1520-talet kom dock köpenskapen i Östhammar att återupptas, och de båda städerna verkar därefter parallellt. Städerna, liksom en stor del av den uppländska kusten, kom åter igen att ödeläggas på 1790-talet, denna gång av ryssarna. Liksom övriga norra Uppland, är även Frösåkers härad känt för sina gruv- och bruksmiljöer. Brytning av järnmalm har förekommit i bland annat Vigelsbo gruvor i Valö socken och järnframställning skedde vid Forsmarks bruk och Hargs bruk. Området är också rikt på fornlämningar och gravfält, mestadels från järnåldern.

## Län, fögderier, domsagor, tingslag och tingsrätter
Häradet hörde från 1715 till Stockholms län, innan dess Upplands län (1634–1639, 1648–1651, 1654–1714) och i perioderna däremellan till Stockholms län. 1971 överfördes till Uppsala län alla delar förutom Edebo socken.
Häradets socknar hörde till följande fögderier:
- 1720–1881 Frösåkers och Närdinghundra fögderi
- 1882–1885 Frösåkers, Närdinghundra, Väddö och Häverö fögderi
- 1886–1966 Norra Roslags fögderi
- 1967–1990 Norrtälje fögderi för Edebo socken, övriga enbart till 1970
- 1971–1990 Tierps fögderi för alla socknar förutom Edebo socken

Häradets socknar tillhörde följande domsagor, tingslag och tingsrätter:
- 1680–1947 Frösåkers tingslag i
  - 1680–1689 Olands,  Närdinghundra, Frösåkers, Häverö och Väddö, Bro och Vätö häraders/skeppslags domsaga
  - 1689–1714 Sjuhundra, Närdingshundra, Frösåkers, Olands och Häverö häraders/skeppslags domsaga
  - 1715–1777 Lyhundra, Frötuna, Länna, Närdinghundra, Sjuhundra, Frösåker, Häverö, Väddö, Bro och Vätö häraders/Skeppslags domsaga
  - 1777–1862 Frösåker, Väddö och Häverö, Bro och Vätö häraders domsaga
  - 1863–1947 Närdinghundra, Frösåkers, Väddö och Häverö domsaga från 1870 benämnd Norra Roslags domsaga (Edebo socken 1918–1947 till Väddö och Närdinghundra tingslag)
- 1948–1970 Norra Roslags domsagas tingslag i Norra Roslags domsaga

- 1971– Norrtälje tingsrätt och dess domsaga för delarna i Norrtälje kommun
- 1971–2005 Tierps tingsrätt (före 1 april 1980 benämnd Uppsala läns norra tingsrätt) och dess domsaga för delarna i Östhammars kommun
- 2005– Uppsala tingsrätt och dess domsaga för delarna i Östhammars kommun

### Webbkällor
- Nationella arkivdatabasen för uppgifter om fögderier, domsagor, tingslag och tingsrätter